# Parapinnixa
Parapinnixa is een geslacht van kreeftachtigen uit de klasse van de Malacostraca (hogere kreeftachtigen).

## Soorten
- Parapinnixa affinis Holmes, 1900
- Parapinnixa beaufortensis Rathbun, 1918
- Parapinnixa bouvieri Rathbun, 1918
- Parapinnixa cortesi Thoma, Heard & Vargas, 2005
- Parapinnixa cubana E. Campos, 1994
- Parapinnixa glasselli Garth, 1939
- Parapinnixa hendersoni Rathbun, 1918
- Parapinnixa magdalenensis Werding & Müller, 1990
- Parapinnixa nitida (Lockington, 1876)